# Cartello del Golfo
Il cartello del Golfo (in spagnolo: Cártel del Golfo) è un cartello della droga messicano con base a Matamoros, Tamaulipas, operante in 13 regioni, tra le quali Nuevo León e Michoacán.
Dedito principalmente al traffico di sostanze stupefacenti, in particolare cocaina, marijuana, metanfetamina ed eroina, tra il Messico e gli Stati Uniti, è impegnato anche nel contrabbando d'armi a livello internazionale. È conosciuto per la violenza delle modalità d'azione e di intimidazione, oltre che la collusione con le istituzioni attraverso la corruzione di uomini di legge e classe dirigente sia messicani che statunitensi. Nel 2020 un articolo del New York Times ritrae uno dei riciclatori più importanti, chiamato BitBlack, che utilizzerebbe le criptovalute per nascondere i pagamenti alle autorità.
Capeggiato per lungo tempo dal sanguinario Osiel Cárdenas Guillén, impostosi con violenza alla testa dell'organizzazione assassinando Salvador Gomez Herrera, successore di Juan Abrego, si è reso noto per aver assoldato i Los Zetas, un gruppo di ex membri delle forze speciali dell'esercito messicano, pagati a peso d'oro ed utilizzati come sicari a tutela dell'organizzazione del cartello.

## Storia

### Alleanza con il cartello di Tijuana
Nel 2003 il cartello del Golfo ingaggiò un'alleanza con i rimanenti membri del cartello di Tijuana, ormai in dissoluzione, una banda di narcotrafficanti con sede nello Stato di Baja California, al termine di una serie di accordi raggiunti in prigione tra le figure principali dei due cartelli: Osiel Cárdenas e Benjamin Arellano Félix.
Qualche tempo dopo, Cárdenas e Arellano Félix ebbero una disputa degenerata poi in una faida personale, provocando la rottura del concordato d'affari e l'invio a Baja California dei Los Zetas su ordine di Cárdenas per eliminare ciò che rimaneva del cartello di Tijuana.

### Il post-Guillen

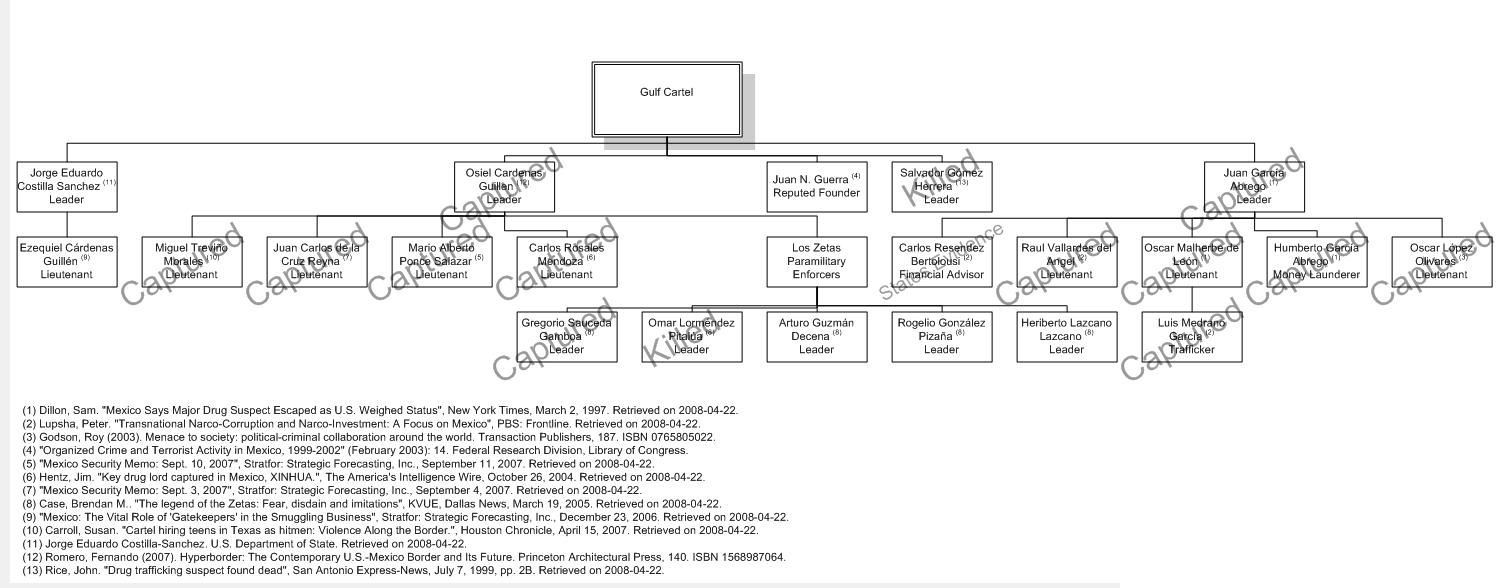
Struttura del cartello del Golfo.

Dopo che il 20 gennaio 2007 Osiel Cárdenas Guillén, principale figura dell'organizzazione, fu estradato negli Stati Uniti, la struttura verticistica subì un rimodellamento per la sua trasformazione in un cartello decentrato con a capo due luogotenenti incaricati del controllo condiviso. A essere eletti furono: Jorge Eduardo Costilla Sánchez, detto El Coss, importante già prima di questo incarico dal momento che detiene stretti contatti con diversi cartelli colombiani per la fornitura di stupefacenti, e il fratello di Osiel, Ezequiel Cardenas Guillen Antonio.
Questa ristrutturazione ha letteralmente differenziato il cartello dalle altre basi per la droga, dal momento che ha abbandonato il modello della figura unica a capo di una gerarchia verticistica preferendogli la divisione del potere tra gatekeepers (let. "portinai"), ciascuno dei quali prende in responsabilità la gestione di una precisa area nella quale oltre che assicurarsi una sicura linea per la tratta di droghe è incaricato anche della sicurezza e della riscossione di "tributi".

## Rottura con i Los Zetas
Creato alla fine degli anni '90 da un gruppo di disertori delle forze speciali dell'esercito messicano, Los Zetas era in precedenza l'ala armata del Cartello del Golfo e fedele al leader Osiel Cárdenas Guillén. Quando Osiel Cárdenas Guillén è stato infine arrestato ed estradato negli Stati Uniti d'America, Los Zetas è diventato sempre più indipendente e alla fine è diventato più potente del Cartello del Golfo. All'inizio del 2010 Los Zetas si separarono da Cartello del Golfo e iniziarono a combattere i loro ex alleati per il controllo dei loro territori.
I combattimenti tra Los Zetas e il Cartello del Golfo sono concentrati negli stati di Tamaulipas e Nuevo León, ma si sono svolti anche in aree lungo la costa. Il Cartello del Golfo era dominante lungo la maggior parte della costa, ma è stato respinto da Los Zetas nel 2010.
Sia il Cartello del Golfo che Los Zetas usano armi avanzate come lanciagranate, armi di grosso calibro e fucili d'assalto, per combattere l'un l'altro, ma vengono anche usati blindati improvvisati e carri armati artigianali (prodotti da Los Zetas). La tortura, le decapitazioni e la mutilazione delle vittime sono comuni. I messaggi minacciosi ai leader dei gruppi si trovano spesso accanto ai corpi delle vittime.
Il conflitto civile tra Los Zetas e il Cartello del Golfo ha provocato 2.807 morti.

## Lotta al cartello
Il 21 luglio 2009 la DEA degli Stati Uniti annunciò un piano per attaccare le attività del cartello del Golfo e del braccio armato Los Zetas. In relazione a ciò, il tribunale federale americano incriminò i latitanti Ezequiel Cardenas Guillen Antonio, Jorge Eduardo Costilla Sánchez, Heriberto Lazcano Lazcano e altri 15 loro luogotenenti di criminali legati al traffico di droga. Il dipartimento di Stato nel frattempo annunciò una ricompensa di 50 milioni di dollari americani a chiunque avesse offerto informazioni utili alla loro cattura.

## Il Cartello negli Stati Uniti, in Africa e in Europa
In Europa hanno avuto sicuramente rapporti con la 'Ndrangheta: il 14 luglio 2011 si conclude l'operazione internazionale dei carabinieri "Crimine 3" e vengono arrestate oltre 40 persone, tra l'Italia, la Spagna, i Paesi Bassi e gli Stati Uniti, sarebbero presunti affiliati agli Ierinò, Commisso, Coluccio, Aquino e Pesce, accusate di traffico di droga internazionale e associazione mafiosa, con il cartello messicano e i cartelli colombiani.
A ottobre 2013 viene arrestato a Roma il venezuelano Edmundo Josè Salazar Cermeno detto Il chimico, latitante dal 2011 (conclusione dell'operazione Solare 2) e presunto broker tra le 'ndrine Aquino-Coluccio e il cartello del Golfo e i Los Zetas per traffici di cocaina, metanfetamine e cannabis proveniente dall'America del Sud. Era incaricato di gestire tutta la logistica del traffico che coinvolgeva anche criminali dei cartelli presenti a New York, la droga in Europa invece approdava in Spagna che giungeva anche attraverso idrovolanti.
Salazar a seguito della sentenza nr. 1078/2016, emessa dalla Corte di Appello di Reggio Calabria, in data 26 ottobre 2016 e depositata in data 22 febbraio 2017, nell'ambito del procedimento penale 611/2008 RGNR DDA - Solare 2, dopo oltre tre anni di detenzione veniva assolto da tutti i capi di imputazione per non aver commesso il fatto.
Lo stesso, a seguito di ricorso, otteneva nell'ordine, inoltre, l'annullamento del decreto di espulsione dal territorio italiano emesso dalla Questura di Cosenza, poiché detenuto presso la Casa Circondariale di Paola (CS) ed il risarcimento economico per ingiusta detenzione in relazione ai 38 mesi di pre-sofferto carcerario.